# Автопортрет (картина Петрова-Водкина)
«Автопортрет» — наиболее известное произведение художника в этом жанре, написанное в 1918 году. С 1924 года находится в собрании Государственного Русского музея в Санкт-Петербурге.

## История
В творчестве К. С. Петрова-Водкина 1918 год был годом натюрморта. В его письмах к матери из Петрограда присутствует ощущение разрушения привычного жизненного уклада. Работа стала одним из немногих примеров обращения к другому жанру, неким итогом напряжённых размышлений о месте и роли художника в «апокалипсические времена», «поиском стабильности в глубинах собственной личности».
По мнению Л. Зингера, ссылающегося на К. А. Федина и А. Н. Самохвалова, лично хорошо знавших К. С. Петрова-Водкина, портрет 1918 года достоверно передаёт облик художника. Но значение работы, конечно, не исчерпывается внешним сходством. Созданный образ помогает глубже понять чувства и переживания художника-мыслителя перед выбором, поставленным эпохой, его сложный, противоречивый характер.
Схожей оценки придерживается и Л. Большакова. Известно, что в январе 1918 года К. С. Петров-Водкин избирается профессором Академии художеств. Чувство ответственности дополнялось в эти дни у художника отчётливым пониманием тех возможностей, которые открыла перед ним революция для построения нового искусства России на основе собственных художественных и мировоззренческих принципов. По мнению Л. Большаковой, «такая позиция демиурга—хранителя продиктовала иконную формулу автопортрета».

## Критика
Об «Автопортрете» 1918 года К. С. Петрова-Водкина писали многие известные исследователи как творчества художника, так и истории советского портрета. Среди них Л. В. Мочалов, В. А. Леняшин, Л. С. Зингер, Н. Л. Адаскина и другие.
В. А. Леняшин называет портрет «идеальным образом идеального портретиста Революции». «В планетарно-сферической мощи черепа, аскетизме внешнего облика, — рабочий, художник, комиссар? — в прозревающей будущее неумолимой пристальности взгляда есть простота и надменность, свойственные избранным — тем, кто посетил мир в его роковые минуты, чтобы идти и исцелять слепых. Это … благородный образ никогда не улыбающегося художника-подвижника, художника-мученика, жетрвующего собой, наступающего „на горло собственной песне“, но требующего жертвы и от других… За его головой просматриваются очертания креста — неверие, доведённое до уровня новой религиозности».
По мнению Л. С. Зингера, автопортрет 1918 года стал «своеобразным прологом к портретной галерее К. С. Петрова-Водкина советского периода. Это произведение одновременно отмечено и мудрой зрелостью большого таланта, и стремлением к открытию нового, и чувством ответственности за будущее людей. Л. С. Зингер называет работу превосходным образцом живописного самоанализа, отразившего сложные переживания художника в переломную историческую эпоху.»
Большинство исследователей также указывает на «Автопортрет» 1918 года как на отправную точку в утверждении монументальных тенденций в постреволюционной советской станковой картине в целом и в жанре портрета в частности.
В. А. Леняшин идёт в своих оценках работы дальше. «От „Автопортрета“, — пишет он, — начинается тот тернистый путь, по которому, дав „присягу чудную четвёртому сословью“, двинулись пылкие тирибуны революции и те, кто, „по стране родной прошёл стороной, как проходит косой дождь“. Это был путь к „Октябрю“ С. М. Эйзенштейна и „Посвящению Октябрю“ Д. Д. Шостаковича, „Дням Турбиных“ М. А. Булгакова и „Чевенгуру“ А. П. Платонова, к малютинскому „Портрету Н. Гибнера“ с его ласково-твёрдым прищуром и могучему „Горняку“ П. А. Осолодкова, „Краснофлотцам“ Б. Н. Ермолаева и „Девушке в футболке“ А. Н. Самохвалова, весенне-революционным „Формулам“ П. Н. Филонова и драматизму позднего К. С. Малевича».